# Breviksbadet

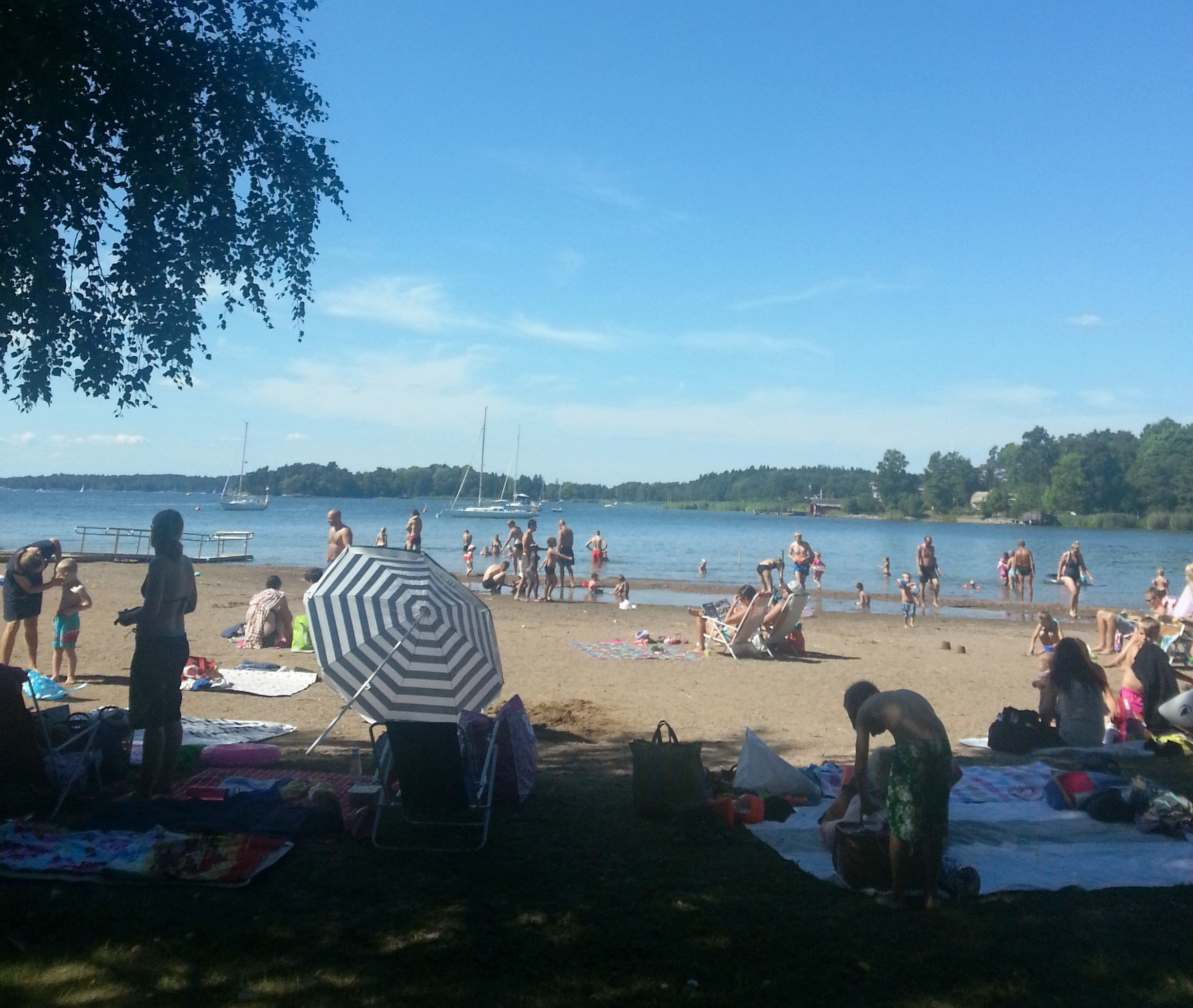
Breviksbadet

Breviksbadet är ett kommunalt bad som ligger vid Trälhavet sex kilometer från Åkersberga centrum. Det är Österåker kommuns största bad med klippor och sandstrand. Parkeringen ligger ett par hundra meter från badet och det är tio minuters promenad till bussen.
Det finns toalett och soptunna på platsen men inget dricksvatten. Det finns även en servering nära textilbadet. I anslutning till detta finns lekplats, grill samt en kiosk med minigolfbana.
Ett mindre område är avsatt för nakenbad på den sydöstra delen av badområdet. Det består av några klippor och en liten sandstrand.